# Санту-Антониу-ди-Поси
Санту-Антониу-ди-Поси (порт. Santo Antônio de Posse)  —  муниципалитет в Бразилии, входит в штат Сан-Паулу. Составная часть мезорегиона Кампинас. Находится в составе крупной городской агломерации Агломерация Кампинас. Входит в экономико-статистический  микрорегион Можи-Мирин. Население составляет 20 989 человек на 2006 год. Занимает площадь 154,113 км². Плотность населения — 136,2 чел./км².

## Статистика
- Валовой внутренний продукт на 2005 составляет 272.776.000,00 реалов (данные: Бразильский институт географии и статистики).
- Валовой внутренний продукт на душу населения на 2003 составляет 7.840,32 реалов (данные: Бразильский институт географии и статистики).
- Индекс развития человеческого потенциала на 2000 составляет 0,790  (данные: Программа развития ООН).